# نورون حرکتی بتا
نورون حرکتی بتا (به انگلیسی: Beta motor neuron) یک نوع نورون حرکتی تحتانی است که به فیبرهای دوک عضلانی عصب رسانی می‌کند.انشعابات جانبی (Collaterals) از این نورون‌ها به فیبرهای عضلانی خارج دوکی  می روند که فیبرهای عضلانی آن‌ها از نوع آهسته(Slow twitch) است.به‌طورکلی، سه نوع نورون حرکتی جهت عضلات اسکلتی وجود دارد که نورون‌های حرکتی آلفا و گاما نسبت به نورون‌های حرکتی بتا معروفتر هستند.این سه نورون حرکتی تحتانی از شاخ پیشین طناب نخاعی منشاء می‌گیرند و در نهایت به عضلات اسکلتی ختم می‌شوند.
نورون حرکتی آلفا که قطورترین فیبرهای حرکتی محسوب می‌شوند، به فیبرهای عضلانی خارج دوکی می روند و در فرایند انقباض عضلانی مشارکت می‌کنند.فیبرهای حرکتی گاما فقط فیبرهای عضلانی داخل دوک را عصب دهی می‌کنند و در تحریک پایانه‌های اولیه و ثانویه و در نتیجه ایجاد جریان عصبی در فیبرهای حسی Ia و II نقش دارند.فیبرهای حرکتی گاما تحت عنوان آکسون‌های فوزی موتور(Fusimotor)(یعنی حرکتی دوک) شناخته می‌شوند.فیبرهای حرکتی بتا که به فیبرهای عضلانی داخل دوک می روند، همانند فیبرهای حرکتی گاما فوزی موتور محسوب می‌شوند، ولی باید توجه داشت که فیبرهای حرکتی بتا به فیبرهای عضلانی خارج دوکی نیز می روند.

## نوع نورون حرکتی بتا
همانند نورون حرکتی گاما دو نوع نورون حرکتی بتا وجود دارد که شاخه‌های جانبی آن‌ها به فیبرهای خارج دوکی نیز می‌روند.این دو نورون عبارتنداز:
- نورون حرکتی بتا نوع دینامیک.این گروه فیبرهای با هسته‌های کیسه ای[۵] دوک عضلانی را عصب رسانی می‌کنند.
- نورون حرکتی بتا نوع استاتیک.این دسته از نورون‌ها فیبرهای با هسته‌های زنجیری[۶] را عصب دهی می‌کنند.

فیبرهای عصبی در هر سه نورون حرکتی تحتانی آلفا، بتا و گاما حاوی میلین است.نورون‌های حرکتی آلفا در مقایسه با نورون‌های حرکتی بتا و گاما  قطورتر بوده و همچنین سرعت هدایت بیشتری دارند.